# Пунтулис, Харальд Петрович
Ха́ральд Пу́нтулис (латыш. Haralds Puntulis, в советских документах Харальд Петрович Пунтулис; 1909—1982) — военный преступник, в годы немецкой оккупации Латвии (1941—1944) — полицейский, командир расстрельной команды, причастный к массовым убийствам мирных жителей на оккупированных территориях.

## Биография
Харальд Пунтулис родился в 1909 году в Ярославской губернии. Получил начальное, среднее и неоконченное высшее военное образование.
30 июля 1940 года нелегально вступил в организацию айзсаргов, запрещённую в Латвийской ССР 20 июля того же года. Его принял будущий соучастник военных преступлений Болеслав Майковский.
Во время немецкой оккупации Пунтулис пошёл на службу во вспомогательную полицию. В июле 1941 г. он организовал и возглавил группу самоохраны в поселке Малта, а с 27 июля 1942 по 20 мая 1944 г. являлся начальником четвёртого полицейского участка Резекненского уезда, в который была преобразована созданная им группа. Вместе со своим подразделением участвовал в массовых убийствах гражданского населения в Резекненском и Лудзенском уездах.
Командовал расстрельной зондеркомандой из посёлка Малта. Вместе с Болеславом Майковским стал организатором уничтожения латвийской деревни Аудрини 2-4 января 1942 года. Лично командовал расстрелом ее жителей в Анчупанских холмах и 30 мужчин на рыночной площади города Резекне.
На территории участка Пунтулиса, при его личном участии и под командованием, было убито 713 евреев и 28 цыган, арестовано 546 партизан, 421 советский активист, 1049 человек высланы на принудительные работы в Германию, о чем сам Пунтулис сообщил в рапорте начальству Резекненской вспомогательной полиции летом 1942 года.
После освобождения Латвии от немецких войск Пунтулис бежал в Швецию, а оттуда 13 октября 1948 года прибыл в Канаду. Проживал в Виллоудейле, провинция Онтарио. Занимался строительством и продажей домов.

### Обвинение в военных преступлениях
В 1963 году в среде эмигрантов стало известно о документальном фильме «Vilkači» («Предатели»), в котором было рассказано об Аудриньской трагедии и роли Пунтулиса в организации массовых убийств. Информатор ФБР, который видел этот фильм во время поездки в Латвийскую ССР, подтвердил, что в фильме была использована оригинальная немецкая кинохроника, захваченная после войны.
12 июня 1965 года газеты «The New York Times» и «Sunday New York City» опубликовали заметки, что Советский Союз в очередной раз потребовал выдачи Харальда Пунтулиса, Болеслава Майковского и Алберта Эйхелиса для суда за военные преступления. ТАСС сообщило, что МИД СССР направил запросы о выдаче военных преступников в посольства трёх стран, где укрывались обвиняемые в уничтожении деревни Аудрини — США (по поводу Майковского), Канады (по поводу Харальда Пунтулиса), ФРГ (по поводу Алберта Эйхелиса). США отвергло подобные запросы на основании того, что сомневается в справедливости судебной процедуры в СССР.
Правительство Канады проигнорировало требование СССР.
Согласно свидетельским показаниям, уже в начале июля 1941 года Пунтулис и его расстрельная команда убили в лесу Балда всех жителей еврейского местечка Силмала. Сразу после этого убийцы ворвались в село Риебини, где Пунтулис дал инструкции своим подчинённым: все евреи должны быть расстреляны. После расстрела состоялась вечеринка «в честь завершённой акции» — об этом рассказал обвиняемый на процессе по поводу Аудриньской трагедии Я. Басанкович.
Другой свидетель, бывший полицейский 4-го участка Резекненской полиции А. Хишлевскис, рассказал о массовом убийстве евреев в посёлке Малта, где Пунтулис и его помощник Дроздовскис первоначально распорядились не включать в расстрельный список богатых жителей, чтобы сначала получить от них ювелирные украшения и другие ценности, и только потом убить.
Свидетели также показали, что Пунтулис лично руководил расстрелом 30 мужчин из деревни Аудрини на рыночной площади Резекне 4 января 1942 года.

### Cудебные процессы
КГБ Латвийской ССР в 1964-65 годах провело расследование деятельности руководителей полиции Резекненского уезда А.Эйхелиса, Б.Майковского, Х.Пунтулиса, Язепа Басанковича, Яниса Красовского и Петериса Вайчука, собрав в более чем 40 томах  протоколы допросов и очных ставок  обвиняемых, свидетелей, участников, пострадввших. В уголовном деле содержались не только данные об Аудриньской трагедии, но и о массовых убийствах и Холокосте в Резекне, Каунате, Виляке, Лудзе, Риебини.
11-30 октября 1965 года в Риге состоялся судебный процесс, на котором Эйхелис, Майковский, Пунтулис, Басанкович и Красовскис были приговорены к смертной казни, Вайчук — к заключению в исправительно-трудовой колонии строгого режима на 15 лет. Басанкович и Красовскис были расстреляны. Поскольку живущие на Западе Майковский, Эйхелис и Пунтулис не были выданы Советскому Союзу, они были приговорены к расстрелу заочно.
Еврейская община Канады требовала расследования преступлений Пунтулиса и даже проводила акции возле его дома в 1970-е годы, однако суд над Пунтулисом в Канаде так и не состоялся. Только в начале 1980-х годов правительство Канады начало беспокоиться о том, что укрывало военных преступников, однако до Пунтулиса очередь не дошла, и он спокойно скончался в своей постели в 1982 году.

## Видео
- «Скрываются от возмездия». Советский документальный фильм (1983) на YouTube.